# Marcelo Nova e a Envergadura Moral
Marcelo Nova e a Envergadura Moral é o primeiro álbum de estúdio do cantor e compositor brasileiro Marcelo Nova, com gravações realizadas no primeiro semestre de 1988, no Estúdio Vice-Versa, em São Paulo, e masterização e mixagem no estúdio Nas Nuvens, no Rio de Janeiro. O disco foi lançado em agosto de 1988, pela gravadora WEA. Este álbum representou o início da carreira solo de Marcelo Nova, após o fim da sua banda, o Camisa de Vênus, no ano anterior. O disco foi recebido de forma mista pela crítica especializada e não teve grande sucesso de público. Não contou com uma turnê de divulgação, tendo em vista que esta foi interrompida no primeiro show para que Marcelo Nova pudesse iniciar uma turnê junto com o cantor e compositor Raul Seixas, seu amigo.

## Antecedentes
Após o lançamento de Duplo Sentido - em outubro de 1987 - e o fim do Camisa de Vênus, Marcelo Nova começa a procurar músicos com os quais pudesse desenvolver um novo trabalho, autoral. Assim, passa a frequentar os bares de jazz e blues de São Paulo, já que não sabia como que a banda devia soar, apenas tinha uma certeza: que ela não poderia soar como a sua antiga banda. Desse modo, junta quatro músicos com os quais gravaria o subsequente álbum, o primeiro de sua carreira solo: Gustavo Mullem, na guitarra; João Chaves, o Johnny Boy, nos pianos e teclados; Pique Riverte, no saxofone; Nadinho Feliciano, no baixo elétrico; e James Müller, na bateria. Com a banda pronta, Nova negociou um contrato com André Midani, da gravadora Warner, para dois discos solo.

## Gravação e produção
O álbum foi produzido por Pena Schmidt e Paulo Calasans durante o primeiro semestre de 1988, com as gravações ocorrendo no Estúdio Vice-Versa, em São Paulo, e a masterização e mixagem no estúdio Nas Nuvens, no Rio de Janeiro. Como já era tradição nos discos em que Marcelo participou, resolveu gravar uma versão de uma de suas influências. Desde o final de 1987, vinha fazendo muito sucesso nas rádios do nordeste um forró de Genival Lacerda, "E Nós aqui Forrumbando", lançada no seu álbum de então, A Fubica Dela. Ao ouvir aquela canção, Marcelo acreditou que ela definia o espírito brasileiro da época ao apontar o dedo não para uma classe de pessoas, apenas, mas para todos os brasileiros. Então, o cantor e compositor baiano ligou para o seu colega paraibano convidando-o para participar do seu disco gravando uma versão daquela música.

## Resenha musical
O álbum começa com "Coração Sequestrado", uma balada que tem por tema um amante confessando-se algemado pelas lembranças. Em seguida, "Papel de Bandido" é outra música lenta em que temos, ao mesmo tempo, uma confissão e um desafio a Deus. "Ela Saiu um Dia" é o primeiro dos três rocks básicos que existem no disco. O lado A fecha com "Algum Lugar", uma "balada melancólica" em que Marcelo canta falando - soando como Zé Ramalho - e na qual piano, bateria e guitarra fazem um sostenuto.
O lado B inicia com "Qual É a sua meu Rei?", outro rock básico que contém diversas críticas ao governo brasileiro e lembra muito o Camisa de Vênus. "A Gente É sem Vergonha" é um forró, cover de Genival Lacerda e que conta com a participação do próprio. Ela foge do pessimismo reinante no álbum apelando para a "anarquia do riso". Em seguida, "Canção do Inverno" é um blues em que se utiliza de uma hipostasia entre a chuva e a mulher amada. Fechando o disco, "Amanhã não Estarei mais Aqui" é a única parceria de Marcelo com um dos membros da banda - o antigo guitarrista do Camisa, Gustavo Mullem -, na qual temos o último rock do álbum, com Marcelo e Mullem resgatando a poética suave do Camisa, feita com o estômago.

## Recepção

### Lançamento
O álbum foi lançado em agosto de 1988, pela gravadora WEA. Para a promoção do disco, foram lançados dois singles: "Papel de Bandido" e "A Gente É sem Vergonha". Além disso, Marcelo começou uma turnê de divulgação, mas ela duraria apenas uma apresentação. O primeiro show estava marcado para o dia 18 de setembro de 1988, na Concha Acústica do Teatro Castro Alves, em Salvador. Entretanto, Marcelo recebeu um convite de Raul Seixas para um jantar e, neste encontro, ficou sabendo da péssima situação financeira e de saúde do amigo. Logo, ofereceu para dividirem o palco e o cachê do seu show. Assim, Marcelo e Raul embarcaram em uma turnê celebratória da volta de Raul aos palcos - batizada de Anestesia - que durou de novembro de 1988 até maio de 1989.

### Fortuna crítica
| Críticas profissionais      | Críticas profissionais |
| Avaliações da crítica       | Avaliações da crítica  |
| Fonte                       | Avaliação              |
| --------------------------- | ---------------------- |
| Folha de S.Paulo (1988)     | Negativa               |
| O Estado de S. Paulo (1988) | Positiva               |

O disco teve uma recepção mista por parte da crítica especializada. Vitor Paolozzi, escrevendo para a Folha de S.Paulo, assevera que "o disco não passa das boas intenções". Para o jornalista do diário paulistano, o disco sofre com a falta de identidade: seus rock's e baladas acabam por confundir "básico" com "ausência de identidade". O jornalista reconhece que o disco transparece uma preocupação com o apuro técnica, mas que esta competência não se traduz em qualidade. Paolozzi elogia somente os momentos em que acredita que a intuitividade típica do Camisa de Vênus transparece no trabalho. Por outro lado, Luís Antônio Giron, em crítica para o Estado de S. Paulo, tem a opinião inversa: acredita que Marcelo "sublimou o canto áspero do Camisa em poesia pop e criou um disco uno, armado sobre arranjos sutis que tendem ao acústico e melodias agradáveis ao ouvido". Assim, acredita que o disco surpreende pela escolha de diversas baladas - que existiam em menor número nos discos do Camisa - de temas niilistas: descrença, saudade, cansaço, abandono e sensação de finitude.

## Faixas
| Lado A |                       |                |         |  |
| N.º    | Título                | Compositor(es) | Duração |  |
| 1.     | "Coração Sequestrado" | Marcelo Nova   | 4:32    |  |
| 2.     | "Papel de Bandido"    | Marcelo Nova   | 4:42    |  |
| 3.     | "Ela Saiu um Dia"     | Marcelo Nova   | 4:22    |  |
| 4.     | "Algum Lugar"         | Marcelo Nova   | 4:36    |  |

| Lado B         |                                |                                |         |  |
| N.º            | Título                         | Compositor(es)                 | Duração |  |
| 1.             | "Qual É a sua meu Rei?"        | Marcelo Nova                   | 4:00    |  |
| 2.             | "Imagens na Memória"           | Marcelo Nova                   | 4:04    |  |
| 3.             | "A Gente É sem Vergonha"       | Accioly Neto / Genival Lacerda | 2:42    |  |
| 4.             | "Canção do Inverno"            | Marcelo Nova                   | 4:06    |  |
| 5.             | "Amanhã não Estarei mais Aqui" | Gustavo Mullem / Marcelo Nova  | 2:57    |  |
| Duração total: | Duração total:                 | Duração total:                 | 36:01   |  |

## Créditos
Créditos dados pelo Discogs, pelo IMMUB, pelo encarte do disco e pela página oficial do artista.

### Músicos

#### Envergadura Moral
- Marcelo Nova: Vocal e Guitarra
- Gustavo Mullen: Guitarra
- João Chaves, o Johnny Boy: Pianos e teclados
- Pique Riverte: Saxofone
- Nadinho Feliciano: Baixo elétrico
- James Müller: bateria e percussão

### Ficha técnica
- Direção artística: Liminha
- Produção: Pena Schmidt e Paulo Calasans
- Gravação: Estúdio Vice-Versa
  - Engenheiros de som: José Luiz Góes, Edu Santos e Cacá Lima
  - Assistentes: Guilherme e Oséas
- Masterização e mixagem: Nas Nuvens
  - Engenheiro de som: Vitório Farias
  - Assistentes: Mauro, Antine, César e Sérgio
- Edição Digital: Videcom
- Corte: José Osvaldo Martins
- Concepção da capa: Marcelo Nova
- Coordenação visual: Fabiana Kherlakian
- Projeto gráfico: Antônio Carlos Portinho
- Coordenação gráfica: Sílvia Panella
- Fotos: Sérgio Saraiva